# HTMS Chakri Naruebet
La HTMS Chakri Naruebet (in thailandese: จักรี นฤเบศ ร, che significa "In onore della dinastia Chakri") è la nave ammiraglia della Reale Marina Militare Thailandese (RMMT), e la prima e unica portaerei della Thailandia.

## Dati storici
Basata sul progetto della Principe de Asturias dell'Armada Española e costruita dal costruttore navale spagnolo Bazán, la Chakri Naruebet è stata ordinata nel 1992, varata nel 1996 ed è entrata in servizio nella RMMT nel 1997.
La portaerei era dotata di un gruppo di volo con aerei V/STOL (radiati nel 2006) ed elicotteri, ed è destinata a pattugliamenti e proiezione della forza in acque thailandesi, in caso di catastrofi, e in sostegno della guerra anfibia. A causa della mancanza di fondi dovuta alla crisi finanziaria asiatica del 1997, la nave è rimasta spesso inutilizzata e ancorata presso la base navale di Sattahip. È stata impiegata in diverse operazioni quando si sono verificate catastrofi, mentre le altre partenze dal porto riguardano principalmente le esercitazioni, che si tengono una giornata ogni mese, e l'occasionale trasporto della famiglia reale della Thailandia (tanto da essere paragonata a un panfilo reale di grandi dimensioni).

### Libri
- Chris Bishop, Chant, Christopher, Aircraft Carriers: the world's greatest naval vessels and their aircraft, London, MBI, 2004, ISBN 0-7603-2005-5, OCLC 56646560.
- William M. Carpenter, Wiencek, David G., Asian Security Handbook 2000, M. E. Sharpe, 2000, ISBN 978-0-7656-0715-7.
- Bernard Ireland, The Illustrated Guide to Aircraft Carriers of the World, London, Anness Publishing, 2008  [2005], ISBN 978-1-84477-747-1, OCLC 156616762.
- Stephen (ed.) Saunders, Jane's Fighting Ships 2008-2009, Jane's Fighting Ships, 111th, Surrey, Jane's Information Group, 2008, ISBN 978-0-7106-2845-9, OCLC 225431774.
- Wertheim, Eric (a cura di), The Naval Institute Guide to Combat Fleets of the World: Their Ships, Aircraft, and Systems, 15th, Annapolis, MD, Naval Institute Press, 2007, ISBN 978-1-59114-955-2, OCLC 140283156.

### Web
- (TH) Chakri Nauebet disaster relief missions, su navy.mi.th, Royal Thai Navy. URL consultato il 25 aprile 2010 (archiviato dall'url originale il 1º maggio 2009).
- (TH) Past, su navy.mi.th, Royal Thai Navy. URL consultato il 25 aprile 2010 (archiviato dall'url originale il 9 gennaio 2010).